# Rassemblement des démocrates nationaux progressistes (Haïti)
Le Rassemblement des démocrates nationaux progressistes (RDNP) est un parti politique haïtien membre de l'Organisation démocrate-chrétienne d'Amérique, fondé en exil en 1979 par Leslie Manigat. Sa présidente est Mirlande Manigat, qui dirige à nouveau le parti depuis l’assassinat de Éric Jean Baptiste le 28 octobre 2022.

## Histoire
Dans les années 1970, Leslie Manigat milite pour l'opposition de l'extérieur et crée en 1979 le Rassemblement des démocrates nationaux progressistes (RDNP). Ainsi, après la chute du dictateur Jean-Claude Duvalier, il se porte candidat aux élections qui devaient avoir lieu le 29 novembre 1987.
Il se porta ensuite candidat aux élections du 17 janvier, sous l'étiquette de son parti, et devint ainsi président de la République d'Haïti le 7 février 1988.
Manigat sera de nouveau candidat en 2006. Après sa défaite finale, il cède la présidence du parti à son épouse, Mirlande Manigat, qui est candidate aux élections présidentielles de fin 2010. Arrivée en tête du premier tour avec 31,37 % des voix, devant Michel Martelly, elle est battue au second tour par ce dernier qui remporte largement le scrutin le 20 mars 2011. Proche de la démocratie chrétienne et des formations libérales du continent américain, elle était notamment soutenue par l’Église protestante et des intellectuels, mais était globalement peu populaire auprès des jeunes générations qui la jugeaient proche des élites.
Pour l’élection de 2015, Mirlande Manigat céda la présidence à son porte-parole, l’homme d’affaires Éric Jean Baptiste, qui se porte candidat à la présidence au premier scrutin, auquel il obtient 3,63 % des voix.